# Majnskofranački jezik
Franački jezik (ISO 639-3: vmf; majnskofranački, frankonijski; mainfränkisch, franconian), jedan od jedanaest srednjonjemačkih jezika, uže mozelsko-franačke podskupine, kojim govori 4 910 000 ljudi (2006) duž rijeke Majne u Njemačkoj, uključujući i grad Mainz. Govornici se služe i standardnim njemačkim.

## Vanjske poveznice
- Ethnologue (14th)
- Ethnologue (15th)